# Epiacanthus nigritus
Epiacanthus nigritus är en insektsart som beskrevs av Matsumura 1911. Epiacanthus nigritus ingår i släktet Epiacanthus och familjen dvärgstritar. Inga underarter finns listade i Catalogue of Life.